# Лемберг-при-Новій Церкві
Лемберг-при-Новій Церкві (словен. Lemberg pri Novi Cerkvi) — поселення в общині Войник, Савинський регіон, Словенія. 
Висота над рівнем моря: 317,1 м.